# Liste der Monuments historiques in Lignerolles (Allier)
Die Liste der Monuments historiques in Lignerolles (Allier) führt die Monuments historiques in der französischen Gemeinde Lignerolles auf.

## Liste der Objekte
| Bezeichnung                           | Beschreibung | Standort                | Kennzeichnung | Schutzstatus | Datum | Bild |
| ------------------------------------- | ------------ | ----------------------- | ------------- | ------------ | ----- | ---- |
| Kruzifix                              |              | in der Kirche St-Martin | PM03001800    | Inscrit      | 1998  |      |
| Skulptur Madonna und Kind             |              | in der Kirche St-Martin | PM03001803    | Inscrit      | 1998  |      |
| Skulptur Heiliger Augustinus          |              | in der Kirche St-Martin | PM03001801    | Inscrit      | 1998  |      |
| Skulptur Heiliger Martin              |              | in der Kirche St-Martin | PM03001802    | Inscrit      | 1998  |      |
| Gemälde Bekehrung des Apostels Paulus |              | in der Kirche St-Martin | PM03001804    | Inscrit      | 1998  |      |